# 大阪府立東住吉支援学校
大阪府立東住吉支援学校（おおさかふりつ ひがしすみよししえんがっこう）は、大阪府大阪市東住吉区にある特別支援学校。

## 概要
2013年4月、大阪市立矢田小学校の旧敷地にて開校した。知的障害及び肢体不自由のある児童・生徒を主な支援教育対象にし、小学部・中学部・高等部を設置する。当初は大阪市立だったが、2016年4月に大阪府へ移管された。

## 沿革
- 2015年4月1日 - 大阪市立東住吉特別支援学校として開校。
- 2016年4月1日 - 大阪府へ移管。同時に「大阪府立東住吉支援学校」に校名変更。

## 学区
知的障害
- 住吉区
- 東住吉区
- 平野区（国道25号線以南）

肢体不自由
- 浪速区
- 住之江区（南港大橋以南）
- 住吉区
- 東住吉区（地下鉄玉出～平野を東西に結ぶ線以南）
- 西成区